# Авиационная промышленность КНР
Авиационная промышленность Китая  — авиационная промышленность Китайской Народной Республики (КНР), высокотехнологическая отрасль машиностроения страны.

## История
Во время войны в Корее китайским руководством было принято решение об активизации собственных разработок в авиации и авиационном вооружении. 1 апреля 1951 года была создана Административная комиссия по авиационной промышленности. С момента создания комиссия 12 раз подвергалась реформам, меняла своё название и форму деятельности.
В итоге, эта компания, получившая название AVIC (Aviation Industry Corporation of China ), 1 июля 1999, в ходе реформы китайской промышленности, задачей которой было повышение конкурентоспособности страны на международном рынке, была разделена на две части — AVIC I и AVIC II; первая занималась проектированием и производством тяжёлых и средних самолётов, вторая — вертолётами и региональными самолётами. В 2008 году две компании были вновь объединены, получившаяся в результате слияния корпорация стала сравнима по обороту с компаниями «Боинг» и «Эйрбас».
1 сентября 2021 года в Китае был опубликован «План развития гражданской авиации (2021—2025)».

## Предприятия
- Aviation Industry Corporation of China (AVIC) — государственный авиапромышленный гигант с сотнями тысяч сотрудников.
  - Shenyang Aircraft Corporation (SAC) — госкорпорация в г. Шэньян, филиал AVIC — производитель современных китайских истребителей (см. ВПК КНР): производит БПЛА Dark Sword[3]; разрабатывает истребитель 6-го поколения «Хун Лун» («Огненный дракон»)
  - China Aviation Industry General Aircraft (CAIGA) — подразделение AVIC, основано в июле 2009 года. Расположена в городе Чжухай. В 2011 г. приобрела американского производителя малых самолётов Cirrus Aircraft.
  - Guizhou Aircraft Industry Corporation — подразделение AVIC: Chengdu J-7 (версия МиГ-21), Guizhou JL-9
  - Chengdu Aircraft Industry Group (или Chengdu Aerospace Corporation) в г. Чэнду; основана в 1958 г., производит Chengdu J-10; Chengdu J-20; CAC/PAC FC-1 Xiaolong (китайская версия пакистанского JF-17 Thunder)
  - Hongdu Aviation Industry Group — производитель военных самолётов: штурмовик Nanchang Q-5
  - Changhe Aircraft Industries Corporation (CAIC) — подразделение AVIC, расположено в г. Цзиндэчжэнь, производитель вертолётов.
  - Shaanxi Aircraft Corporation — производитель военно-транспортных самолётов.
  - Xi’an Aircraft Industrial Corporation (г. Сиань): тяжёлый транспортный Y-20
  - Harbin Aircraft Industry Group (HAIG, Hafei) — дочернее общество AVIC, расположено в Харбине. Основана в 1952 году. Продукция: Harbin H-5 (копия Ил-28), Harbin SH-5, Harbin Y-12.
- Commercial Aircraft Corporation of China (Comac) — государственная компания по производству авиакосмической техники, созданная 11 мая 2008 года в г. Шанхае. Проектирует и производит крупные пассажирские самолёты вместимостью свыше 150 пассажиров.
  - консорциум en:ACAC consortium (в Comac с 2009 г.)

Также в Китае имеется несколько частных авиастроительных компаний, производящих коммерческие вертолёты и беспилотники (EHang, DJI, Qingdao Haili Helicopters, Yuneec International и другие).

## Продукция

### Военная
С 2016 года ВВС КНР эксплуатируют Юнь-20 (Y-20) — первый китайский тяжёлый военно-транспортный самолёт, созданный Сианьской авиастроительной промышленной корпорацией.
Производятся вертолёты (в т. ч. ударные CAIC WZ-10).
В 2017 году принят на вооружение истребитель пятого поколения J-20.

### Гражданская
В 2010-х создан крупнейший в мире гидросамолёт (AG600).
Китай занимается пассажирским авиастроением — там имеется колоссальная потребность в этом виде авиатехники. В 2008 году разработан первый большой китайский авиалайнер Comac C919. 5 мая 2017 года в аэропорту Пудун (Шанхай) C919 совершил свой первый полёт. В 2017 году в Шанхае было создано предприятие China-Russia Commercial Aircraft International Corporation (CRAIC), оно стало оператором нового лайнера совместной разработки и производства — широкофюзеляжного CR929.

## Двигателестроение
На сегодня в КНР эксплуатируется не меньше 13 различных типов двигателей производства украинского «Мотор Сич».
Однако руководство страны не устраивает зависимость в сфере строительства авиадвигателей и разными способами стремится сократить отставание в этой важной для себя сфере.
- WP-7[англ.] (копия советского Р-11Ф-300)
- WS-10[англ.] (стоит на Chengdu J-10)
- турбовентиляторный Guizhou WS-13[англ.]
- FWS10-118, для замены российских Д-30КП-2 на Y-20 (остался в стадии разработки)
- турбовентиляторный WS-18[англ.] (проект)[уточнить]
- турбовентиляторный WS-20[англ.], для замены российских Д-30КП-2, с 2020 года, испытываются.